# 混合黄耆
混合黄耆（学名：Astragalus commixtus）为豆科黄芪属的植物。分布于土耳其、伊朗、中亚、阿富汗、东欧以及中国大陆的新疆等地，生长于海拔500米至750米的地区，多生于山坡以及田边干旱沙地上，目前尚未由人工引种栽培。